# Elena Rublack
Elena Rublack (* 1958) ist eine US-amerikanische Schauspielerin und Sängerin.

## Leben und Karriere
Elena Rublack wuchs zweisprachig in München auf und wurde bis 1987 an der Otto-Falckenberg-Schule zur Schauspielerin ausgebildet.  Außerdem erhielt sie eine klassische Gesangsausbildung am Freien Musikzentrum München. Ihr Filmdebüt hatte sie bereits 1981 in dem  an der Hochschule für Fernsehen und Film München entstandenen Spielfilm Der Bruch 1989 wurde sie einem breiten Publikum als Tochter von Senta Berger in der von Michael Verhoeven inszenierten Fernsehserie Die schnelle Gerdi bekannt. Obwohl sich der Mehrteiler als sehr erfolgreich erwies, erhielt Rublack in der Folgezeit nur noch wenige Rollenangebote. 1993 kam es zu einer erneuten Zusammenarbeit mit Verhoeven, der sie in dem Fernsehfilm Eine unheilige Liebe mit einer Nebenrolle bedachte. Auch in der 2004 ausgestrahlten Fortsetzung von Die schnelle Gerdi mit dem Titel Die schnelle Gerdi und die Hauptstadt war Rublack zu sehen. Sie ist auch als Sprecherin, Sängerin und Kabarettistin tätig.

## Filmografie
- 1981: Der Bruch
- 1986: Rette mich, wer kann (Fernsehserie) – Folge: Kulturpause
- 1987: Das Mädchen mit den Feuerzeugen
- 1988: Waldhaus (Fernsehserie)
- 1989: Die schnelle Gerdi (Fernsehserie, 5 Folgen)
- 1991: Anwalt Abel (Fernsehserie) – Folge: Reiche Kunden killt man nicht
- 1993: Eine unheilige Liebe (Fernsehfilm)
- 1994: Herbert und Schnipsi (Fernsehserie) – Folge: Die Erbschaft
- 1995: How I Got Rhythm (Kurzfilm)
- 2000: Verkehrsgericht (Fernsehserie) – Folge: Durchgedreht
- 2004: Die schnelle Gerdi und die Hauptstadt

## Theater
- 1992: Das Kabinett des Dr. Caligari, Schauburg, München
- 2006: Dreiste Damenträume, Theater Ticino, Wädenswil

## Hörspiele
- 1984: Hahnenkampf – Eine Komödie in sechs Szenen, Bayerischer Rundfunk[3]